# Административно-территориальное деление Курской области

## Административно-территориальное устройство
Административно-территориальное устройство Курской области представляет собой систему имеющихся в области административно-территориальных единиц и населённых пунктов, обеспечивающих упорядоченное осуществление на её территории функций государственного управления. При осуществлении местного самоуправления в границах районов, сельсоветов они сохраняют статус самостоятельных единиц административно-территориального устройства области.
Административно-территориальными единицами области являются:
- район — административно-территориальная единица, включающая в свой состав сельсоветы, городские и сельские населённые пункты;
- сельсовет — административно-территориальная единица, включающая в свой состав один или несколько сельских населённых пунктов.

Устав области и реестр административно-территориальных единиц и населённых пунктов Курской области включают в себя следующие административно-территориальные единицы:
- 28 районов,
- 480 сельсоветов.

К городским населённым пунктам относятся города областного, районного значения, посёлки городского типа (рабочие посёлки). Реестр городских населённых пунктов Курской области включает в себя:
- 5 городов областного значения,
- 5 городов районного значения,
- 22 рабочих посёлка (поселков городского типа).

К сельским населённым пунктам относятся населённые пункты (посёлок сельского типа, село, деревня, хутор, слобода и т. п.), которые не отнесены к категории городских населённых пунктов. Реестр сельских населённых пунктов Курской области включает в себя 2775 населённых пунктов:
- 1366 деревень,
- 10 посёлков при станции,
- 300 посёлков сельского типа,
- 4 п. разъезда,
- 1 местечко,
- 639 сёл,
- 8 слобод,
- 447 хуторов.

## Муниципальное устройство

Муниципальные и городские округа Курской области

В соответствии с Федеральным законом № 131-ФЗ «Об общих принципах организации местного самоуправления в Российской Федерации» от 6 октября 2003 года и законом Курской области № 48-ЗКО «О муниципальных образованиях Курской области» от 14 октября 2004 года в Курской области в границах административных районов были образованы муниципальные образования наделённые статусом муниципального района, а в границах городов областного подчинения были образованы муниципальные образования наделённые статусом городского округа.
В рамках муниципального устройства области, в границах административно-территориальных единиц Курской области всего образовано 355 муниципальных образований (по состоянию на 1 января 2018 года):
- 5 городских округов,
- 28 муниципальных районов
  - 27 городских поселений
  - 295 сельских поселений.

На 1 января 2010 года в состав Курской области входило 540 муниципальных образований:
- 5 городских округов,
- 28 муниципальных районов,
  - 27 городских поселений,
  - 480 сельских поселений.

## Районы и города областного значения (городские округа)
| №        | Название                                      | Флаг | Герб | Административный центр | Площадь, км² | Население, чел. (2021 г.) | Плотность населения, чел/км² | Кол-во ГП | Кол-во СП (2006) | Кол-во СП (2011) |
| -------- | --------------------------------------------- | ---- | ---- | ---------------------- | ------------ | ------------------------- | ---------------------------- | --------- | ---------------- | ---------------- |
| 1e-06    | Города областного значения (городские округа) |      |      |                        |              |                           |                              |           |                  |                  |
| 1        | город Курск                                   |      |      | г. Курск               | 189          | ↘434 696                  |                              | 1         | 0                | 0                |
| 2        | город Железногорск                            |      |      | г. Железногорск        | 112          | ↘94 959                   |                              | 1         | 0                | 0                |
| 3        | город Курчатов                                |      |      | г. Курчатов            | 55           | ↘39 167                   |                              | 1         | 0                | 0                |
| 4        | город Льгов                                   |      |      | г. Льгов               | 38           | ↘16 779                   |                              | 1         | 0                | 0                |
| 5        | город Щигры                                   |      |      | г. Щигры               | 21           | ↘14 386                   |                              | 1         | 0                | 0                |
| 5.000002 | Районы (муниципальные округа)                 |      |      |                        |              |                           |                              |           |                  |                  |
| 6        | Беловский район                               |      |      | сл. Белая              | 950          | ↘14 659                   | 16,7                         | -         | 18               | 14               |
| 7        | Большесолдатский район                        |      |      | с. Большое Солдатское  | 780          | ↗10 599                   | 14,8                         | -         | 12               | 7                |
| 8        | Глушковский район                             |      |      | пгт Глушково           | 860          | ↗20 024                   | 23,6                         | 2         | 14               | 11               |
| 9        | Горшеченский район                            |      |      | пгт Горшечное          | 1 400        | ↘14 678                   | 12,0                         | 1         | 15               | 14               |
| 10       | Дмитриевский район                            |      |      | г. Дмитриев            | 1 270        | ↗13 936                   | 12,3                         | 1         | 19               | 7                |
| 11       | Железногорский район                          |      |      | г. Железногорск        | 991          | ↗15 478                   | 16,4                         | 1         | 18               | 17               |
| 12       | Золотухинский район                           |      |      | пгт Золотухино         | 1 150        | ↘20 064                   | 19,4                         | 1         | 19               | 9                |
| 13       | Касторенский район                            |      |      | пгт Касторное          | 1 230        | ↗14 333                   | 12,9                         | 3         | 21               | 13               |
| 14       | Конышёвский район                             |      |      | пгт Конышёвка          | 1 070        | ↗8425                     | 8,4                          | 1         | 18               | 9                |
| 15       | Кореневский район                             |      |      | пгт Коренево           | 850          | ↘15 018                   | 19,5                         | 1         | 16               | 9                |
| 16       | Курский район                                 |      |      | г. Курск               | 1 620        | ↗55 471                   | 35,4                         | -         | 21               | 17               |
| 17       | Курчатовский район                            |      |      | г. Курчатов            | 700          | ↘16 769                   | 26,6                         | 2         | 10               | 6                |
| 18       | Льговский район                               |      |      | г. Льгов               | 1 080        | ↗11 942                   | 11,9                         | -         | 17               | 8                |
| 19       | Мантуровский район                            |      |      | с. Мантурово           | 1 010        | ↘11 375                   | 12,6                         | -         | 19               | 7                |
| 20       | Медвенский район                              |      |      | пгт Медвенка           | 1 090        | ↘15 776                   | 15,0                         | 1         | 15               | 10               |
| 21       | Обоянский район                               |      |      | г. Обоянь              | 1 090        | ↘27 923                   | 27,3                         | 1         | 19               | 12               |
| 22       | Октябрьский район                             |      |      | пгт Прямицыно          | 620          | ↘23 114                   | 39,6                         | 1         | 10               | 10               |
| 23       | Поныровский район                             |      |      | пгт Поныри             | 690          | ↗10 893                   | 16,3                         | 1         | 13               | 7                |
| 24       | Пристенский район                             |      |      | пгт Пристень           | 1 010        | ↘14 326                   | 15,5                         | 2         | 18               | 8                |
| 25       | Рыльский район                                |      |      | г. Рыльск              | 1 550        | ↘29 859                   | 20,6                         | 1         | 27               | 16               |
| 26       | Советский район                               |      |      | пгт Кшенский           | 1 150        | ↘16 348                   | 15,3                         | 1         | 18               | 10               |
| 27       | Солнцевский район                             |      |      | пгт Солнцево           | 1 090        | ↘12 182                   | 12,9                         | 1         | 16               | 6                |
| 28       | Суджанский район                              |      |      | г. Суджа               | 1 010        | ↘24 336                   | 26,1                         | 1         | 21               | 16               |
| 29       | Тимский район                                 |      |      | пгт Тим                | 850          | ↘9755                     | 13,0                         | 1         | 13               | 8                |
| 30       | Фатежский район                               |      |      | г. Фатеж               | 1 300        | ↘16 120                   | 14,4                         | 1         | 21               | 10               |
| 31       | Хомутовский район                             |      |      | пгт Хомутовка          | 1 150        | ↗8539                     | 8,4                          | 1         | 20               | 8                |
| 32       | Черемисиновский район                         |      |      | пгт Черемисиново       | 840          | ↘7804                     | 11,1                         | 1         | 14               | 8                |
| 33       | Щигровский район                              |      |      | г. Щигры               | 1 220        | ↘9127                     | 8,7                          | -         | 18               | 18               |

## История административно-территориального деления

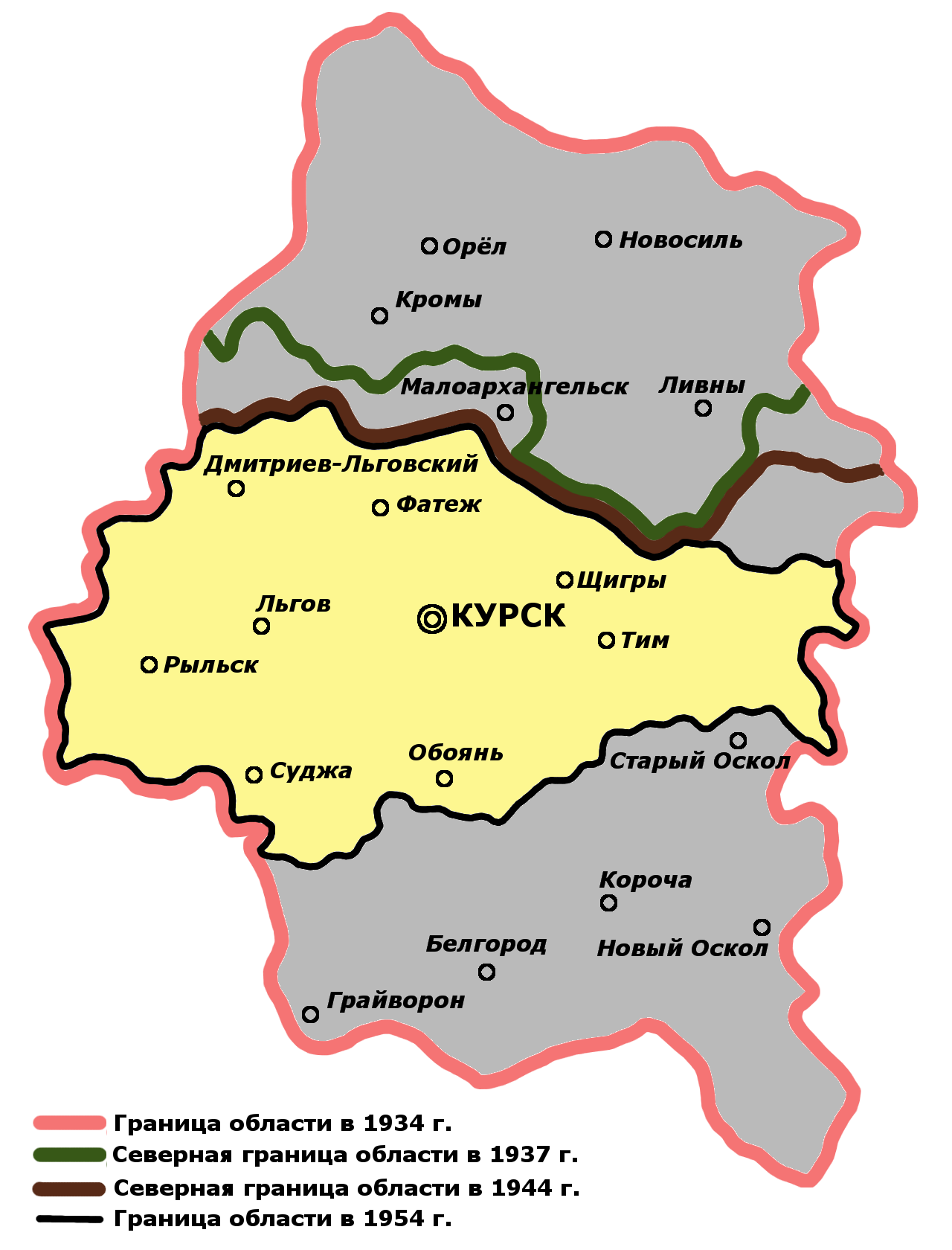
Изменение территории Курской области в 1934—1954 годах

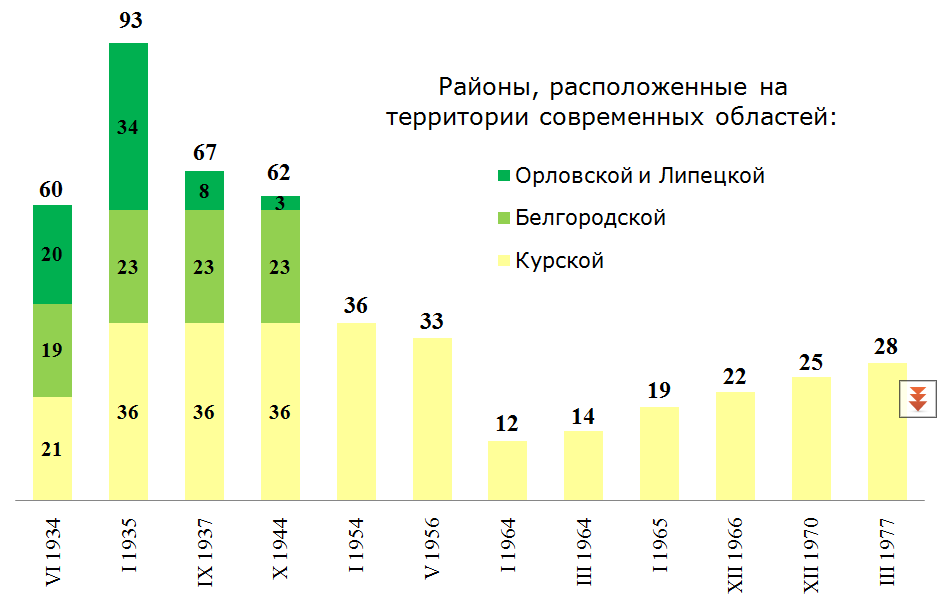
Изменение числа административных районов Курской области по характерным годам

Постановлением ВЦИК «О разделении ЦЧО» от 13 июня 1934 года и СНК РСФСР Центрально-Чернозёмная область была разделена на Курскую и Воронежскую области. В составе новообразованной Курской области было 60 районов.
Постановлением ВЦИК «О новой районной сети Курской области» от 18 января 1935 года была утверждена новая сеть районов. Были восстановлены практически все существовавшие ранее районы и созданы новые. Сформировано 92 района, 21 город (среди них Курск, Орёл и Белгород — города областного подчинения), 3 рабочих посёлка и 1 592 сельских Совета.
27 сентября 1937 года из Курской области было передано 25 районов в новообразованную Орловскую область (Болховский, Верховский, Волынский, Должанский, Дросковский, Залегощенский, Знаменский, Измалковский, Колпнянский, Корсаковский, Краснозоренский, Кромской, Ливенский, Моховской, Мценский, Никольский, Новодеревеньковский, Новосильский, Орловский, Покровский, Русско-Бродский, Свердловский, Сосковский, Тельченский и Урицкий), в 1939 году в состав Орловской области был передан также Долгоруковский район.
13 июля 1944 года из состава Курской области было передано Орловской области ещё 5 районов (Глазуновский, Дмитровский, Малоархангельский, Поныровский, Троснянский). В октябре того же года Поныровский район был возвращён Курской области.
6 января 1954 года в связи с образованием Белгородской и Липецкой областей из состава Курской области было передано: первой — 23 района (Белгородский, Беленихинский, Боброво-Дворский, Больше-Троицкий, Борисовский, Валуйский, Велико-Михайловский, Волоконовский, Грайворонский, Ивнянский, Корочанский, Краснояружский, Микояновский, Ново-Оскольский, Прохоровский, Ракитянский, Саженский, Скороднянский, Старо-Оскольский, Томаровский, Уразовский, Чернянский и Шебекинский), второй — 3 района (Больше-Полянский, Воловский и Тербунский).
В составе Курской области осталось 36 районов (Беловский, Бесединский, Больше-Солдатский, Верхне-Любажский, Глушковский, Горшеченский, Дмитриевский, Золотухинский, Иванинский, Касторенский, Конышевский, Кореневский, Кривцовский, Крупецкий, Ленинский, Льговский, Мантуровский, Медвенский, Михайловский, Обоянский, Октябрьский, Поныровский, Пристенский, Рыльский, Свободинский, Советский, Солнцевский, Стрелецкий, Суджанский, Тимский, Фатежский, Хомутовский, Черемисиновский, Щигровский, Ясеновский и Ястребовский). В дальнейшем все изменения касались внутреннего административно-территориального деления области, границы, вплоть до настоящего времени, не пересматривались. Районными центрами 8 районов являлись города (центр Стрелецкого района — Курск в сам Стрелецкий район не входил, являясь единственным городом областного подчинения), центрами 2 районов (Тимский и Короневский) — посёлки городского типа, центрами остальных 26 районов — сёла или (Советский) посёлки входившие в сельсоветы, при этом Посёлок имени Карла Либкнехта входил в Иванинский район не являясь его районным центром, центром которого было село Лукашевка, ещё один существовавший на тот момент посёлок городского типа — Первоавгустовский входил в состав Дмитриевского района.
В 24 мая 1956 года были расформированы Кривцовский, Октябрьский (восточная часть Советского района) и Ясеновский районы, в результате чего общее количество районов Курской области сократилось до 33.
В 1957 году село Тёткино стало посёлком городского типа, в 1958 году посёлок Советский был выведен из сельсовета и стал посёлком городского типа, в 1959 году сёла Глушково, Касторное и Марьино (ныне Пристень) стали посёлками городского типа.
Указом Президиума Верховного Совета РСФСР от 1 февраля 1963 года административные сельские районы были укрупнены: вместо 33 их стало 12 (Горшеченский, Дмитриевский, Золотухинский, Курский, Льговский, Обоянский, Рыльский, Солнцевский, Советский, Суджанский, Фатежский и Щигровский районы). Тогда же Железногорску, Льгову и Щиграм был присвоен статус городов областного подчинения.
3 марта 1964 года число районов было увеличено до 14 (добавились Касторенский и Тимский районы).
12 января 1965 года в составе Курской области стало 19 районов (созданы Беловский, Глушковский, Железногорский, Конышевский и Пристенский районы). В этом же году посёлок Олмыский получил статус посёлка городского типа. Разделение районов на сельские и промышленные было упразднено.
30 декабря 1966 года было образовано 3 новых района: Кореневский, Хомутовский и Черемисиновский. Общее число районов стало 22. В 1967 году посёлками городского типа стали сёла Горшечное, Золотухино, Солнцево и Хомутовка, через год — чело Конышевка.
9 декабря 1970 года были образованы Медвенский, Октябрьский и Поныровский районы. В 1971 году был основан посёлок городского типа Курчатов, а также посёлками городского типа стали сёла Поныри, Солнцево и Черемисиново, в 1973 году — село Прямицыно, в 1974 году — село Медвенка и посёлок Кировский
23 марта 1977 года было образовано ещё 3 района: Большесолдатский, Курчатовский и Мантуровский. Общее количество районов достигло 28.
25 апреля 1983 года Указом Президиума Верховного Совета РСФСР № 5-91/3 рабочему поселку Курчатов был присвоен статус города областного подчинения.